# Eje 3 Sur
El Eje 3 Sur es un eje vial y una de las principales avenidas de la Ciudad de México que atraviesa de Poniente a Oriente la ciudad, siendo una salida principal a algunas avenidas de vía rápida en el Oriente-centro y sur-poniente de la ciudad.

## Características
Esta Avenida tiene distintos nombres con los cuales la conocen tanto lugareños, capitalinos y otros tantos de la zona metropolitana, considerada un enlace directo al poniente y al oriente de la ciudad.

### Gobernador Agustín Vicente Eguia
El primer tramo de esta importante avenida se encuentra en los límites con la alcaldía Miguel Hidalgo, siendo una avenida de doble sentido delimitada por un camellón arbolado. Esto, hasta el cruce con la Avenida Revolución, donde esta misma toma una forma radicalmente distinta, siguiendo una arquitectura tipo Vía Rápida con 2 secciones de vía rápida y 2 laterales, siendo una de ellas dedicada para el sentido Sur-Norte aunque predominante en el sentido Poniente-Oriente.
Esta sección poseía dos vueltas inglesas para poder agilizar el tráfico. Una de ellas se ubicaba en la zona de la estación Buenavista. Esta misma servía para funcionar como ingreso a la avenida Revolución o Eje 4 o 4-A Poniente. La siguiente vuelta Inglesa en el cruce con la calle de Revolución o Eje 4 Poniente. Esta fue pensada para que los autobuses foráneos tuviesen una mejor alternativa para poder maniobrar con facilidad y llegar a la central camionera del norte. Estas vueltas inglesas fueron retiradas en el 2008 para el paso de la línea 2 del Metrobús. Este tramo solo tiene otros 2 cruces importantes, los cuales son con Avenida Revolución y Parque Lira.
Para compensar la falta de las vueltas inglesas, se permitió el uso de calles alternativas para poder completar el ingreso de los autobuses foráneos a la central camionera del norte, y al Metro Tacubaya.

### Baja California (Eje 4 Sur -Eje 1 Poniente)
Siguiendo la primera alternativa la avenida toma las características de un Eje Vial Estándar atravesando la colonia Roma Norte, el IMSS y la Colonia Roma Norte teniendo cruce con Av. Insurgentes Sur , Eje 3 Poniente Salamanca y Monterrey, el tamaño de la avenida se reduce un poco al llegar a la avenida Baja California por corto tiempo, recuperando su ancho estándar hasta el cruce con la estación Chilpancingo.
el carril confinado del Metrobús línea 2 o 3 a este tramo trajo la reconfiguración directa con un carril de contraflujo libre para cualquier vehículo y 3 carriles de circulación normal.
Este mismo Finaliza en el Insurgentes Sur.

### Eje 1 Ponientey Av. San Antonio Abad(Eje 1 Poniente-Chabacano)
La Avenida, aquí anteriormente denominada Eje Central Lázaro Cárdenas, reduce su ancho al encontrarse en este tramo, siendo muy reducido el espacio a la vez teniendo problemas de tránsito en horas pico y durante algunas manifestaciones que afectan fuertemente a la avenida a la altura de la Jamaica de las líneas 4 y 9 superando este punto la fluidez comienza a ser más evidente hasta llegar al cruce con Avenida Congreso de la Unión donde retoma el ancho estándar de eje vial.
A partir de este punto la avenida pasa a ser un poco más fluida en el tramo que sirve de límite entre la Colonia Sevilla y la Colonia Obrera teniendo cruces con los Ejes 4 Y 5 Oriente y el Eje 1 y 2 Oriente donde localizamos la estación del Jamaica de la línea 4 y 9, y la zona de hospitales, el cruce con Chabacano tiene una ligera subida y bajada debido a la configuración del entubamiento de este río, asimismo podemos encontrar el aeropuerto internacional de la Ciudad de México, el cual ocupa el terreno que antes ocupaba el antiguo Mercado de Jamaica.
La avenida se adentra en la residencial colonia Obrera donde sigue teniendo un ancho importante y cruza con el Eje 3 Sur y con la línea 2 de Metrobús instalada en esta otra importante avenida. Siguiendo la misma se tienen cruces con las avenidas hasta llegar a la avenida Francisco del Paso es donde finaliza este tramo.
Para sortear los posibles paros de servicio de la línea 2 del Metrobús, se optó por hacerla correr por av. añil , cruzando por viaducto y av. Del taller hasta llegar al Autobuses del Oriente , de ahí se enfila a la derecha para continuar por la av. del mismo nombre hasta retomar de nuevo el Eje 3 Sur. sin embargo cada 14 de cada mes debido a la fiesta de "San Valentín" se toma un trazo temporal alternativo por Eje 3 Ote. Mixiuhca hasta llegar a Velódromo y de ahí retomar Av. Del Taller , esto sin pasar por la estación Velódromo de la línea 9.

### Av. Añil , Av. Canela y Río Frío (Metro Velódromo- Tezontle)
Es en este punto conocido como "UPIICSA " ubicada en una zona residencial y comercial exactamente en los límites de las colonias residenciales colonia Canela, Colonia Río Frío y la colonia Del Hueso.
A partir de este punto se nos dan 3 opciones para continuar nuestro camino hacia el sur pudiendo escoger la avenida Río Chuurubusco, la Avenida Añil o en su defecto este mismo eje.
Siguiendo el trazo de este mismo eje nos encontraremos con los Ejes 4 y 5 Oriente así como una importante cantidad de establecimientos comerciales y edificios de departamentos residenciales tanto nuevos como antiguos y otro punto importante el cual es la Artesanía Plural, la cual ofrece funciones diarias de distintas películas tanto culturales como de legado histórico.
Pasando este punto llegamos a la Avenida Río Churubusco el cual indica el fin del Eje 1 Norte en sí pero no es así ya que a partir de aquí la avenida se pasa a denominar Avenida Riva Palacio y reduce considerablemente su tamaño para poder internarse en parte del centro de Iztapalapa , para seguir siendo una avenida pequeña hasta desembocar en la avenida Guelatao. al llegar a esta misma avenida podemos considerar el Fin del Eje 3 Sur.

## Denominaciones
Con el mote de Eje 3 Sur Antes que el nombre de la avenida es conocida de norte a sur con los siguientes nombres:
- Gobernador Agustín Vicente Eguia
- Benjamin Franklin
- Baja California
- Dr. Ignacio Morones Prieto
- José Peón Contreras
- Calzada Chabacano
- Morelos
- Añil
- Vainilla
- Ferrocarril de Río Frío
- Canal de Tezontle

## Importancia
La avenida 3-A También es parte importante de la zona del eje 3 pues recibe la mayoría del tráfico proveniente del estado de México con dirección a la Ciudad de México asimismo la Avenida Benjamin Franklin , y en parte el contraflujo libre del Eje 4 Sur en el tramo de la colonia Tacubaya son vías alternas para poder desfogar el tránsito de esta avenida.
Al igual que el Eje 2 Sur, El Eje 4 Sur tiene una importancia muy acentuada dado que es uno de los accesos principales a la capital nacional frecuentemente concurrido por gente de la zona metropolitana y de la misma capital.
También es usada por los habitantes de la alcaldía Miguel Hidalgo provenientes de la zona norponiente y por los transportistas pesados quienes se les dio esta avenida como opción para poder llegar a la autopista México-Toluca.
Este mismo eje en conjunto con el Eje 2 y 4 Sur son las 2 vías más importantes que permiten un rápido acceso al centro de la ciudad de manera eficaz aunque mermado por el tráfico a ciertas horas del día.

## Puntos de Interés
El Eje 3 Sur también tiene algunos puntos de interés que son importantes para la mayoría de la ciudadanía mencionando que pueden ser de servicios y entretenimiento así como abastecimiento de víveres entre otros, solo unos pocos Pueden ser considerados atractivo turístico, mientras que la mayoría de los capitalinos Consideran que es una avenida Importante con servicios enfocados a todo tipo de poder adquisitivo
Hoy en día podemos encontrar empresas y rutas que usan parte de la avenida o la avenida en toda su extensión

### Rutas que usan parte del Eje 3
Autobuses del Estado de México
- Autobuses Toluca
- Autobuses México Toluca
- Autobuses Normal

Casi la mayoría con una base fija en el Metro Tacubaya, ya que por medio de esta vía llegan a este derrotero.
Autobuses de la Ciudad de México
- Ruta 31 Metro Juanacatlán  - Metro Tacubaya/Baja California y Cuauhtemóc - Velódromo.
- Línea 76 Tacubaya - Metro Xola.
- Corredor SAUSA  Tacubaya - La Valenciana

Esta ruta de microbuses parte desde un punto que está ubicado en el límite del Estado de México Tlalnepantla, Atizapan de Zaragoza y Naucalpan que pertenece a la delegación Miguel Hidalgo y avanza hacia la Ciudad de México pasando por la avenida Insurgentes Sur y llega hasta el paradero del metro Observatorio o Tacubaya.
- Ruta 67 Metro Observatorio - Metro Juanacatlán y Metro Centro Médico - Añil.

Metrobús
- Metrobús Línea 2

RTP
- Ruta 54 Metro Tacubaya  - Metro Xola/Avenida Insurgentes Sur /Unidad Habitacional de 3 de julio.